# Schoenfels
Schoenfels är en ort i Luxemburg.   Den ligger i distriktet Luxemburg, i den centrala delen av landet, 12 kilometer norr om huvudstaden Luxemburg. Schoenfels ligger 244 meter över havet och antalet invånare är 216.
Terrängen runt Schoenfels är platt åt nordväst, men åt sydost är den kuperad. Schoenfels ligger nere i en dal.  Runt Schoenfels är det mycket tätbefolkat, med 1 135 invånare per kvadratkilometer.. Närmaste större samhälle är Luxemburg, 12,2 kilometer söder om Schoenfels. 
I omgivningarna runt Schoenfels växer i huvudsak blandskog.